# AITO M9
Huawei Aito M9 — электромобиль-внедорожник и подзаряжаемый гибрид, выпускаемый с 2023 года компанией Dongfeng под брендом AITO.

## Описание
AITO M9 дебютировал осенью 2023 года. В отличие от AITO M5 и AITO M7, AITO M9 полностью разработан компанией AITO и более никак не связан с Seres. Это связано с тем, что с лета 2023 года Seres не является эксклюзивным партнёром компании AITO. Конкурентами модели являются Mercedes-Benz GLS, BMW G18 и Range Rover, а по габаритам модель сопоставима с Li L9. Продажи планируются в конце 2023 года.

## Технические характеристики
Автомобиль AITO M9 оснащён 1,5-литровым бензиновым двигателем мощностью 152 л. с. и двумя электродвигателями мощностью, соответственно, 224 л. с. (передний) и 272 л. с. (задний). Полностью электрический автомобиль оснащается двумя электродвигателями мощностью, соответственно, 217 л. с. и 313 л. с. Аккумулятор поставляется компанией CATL.

## Галерея

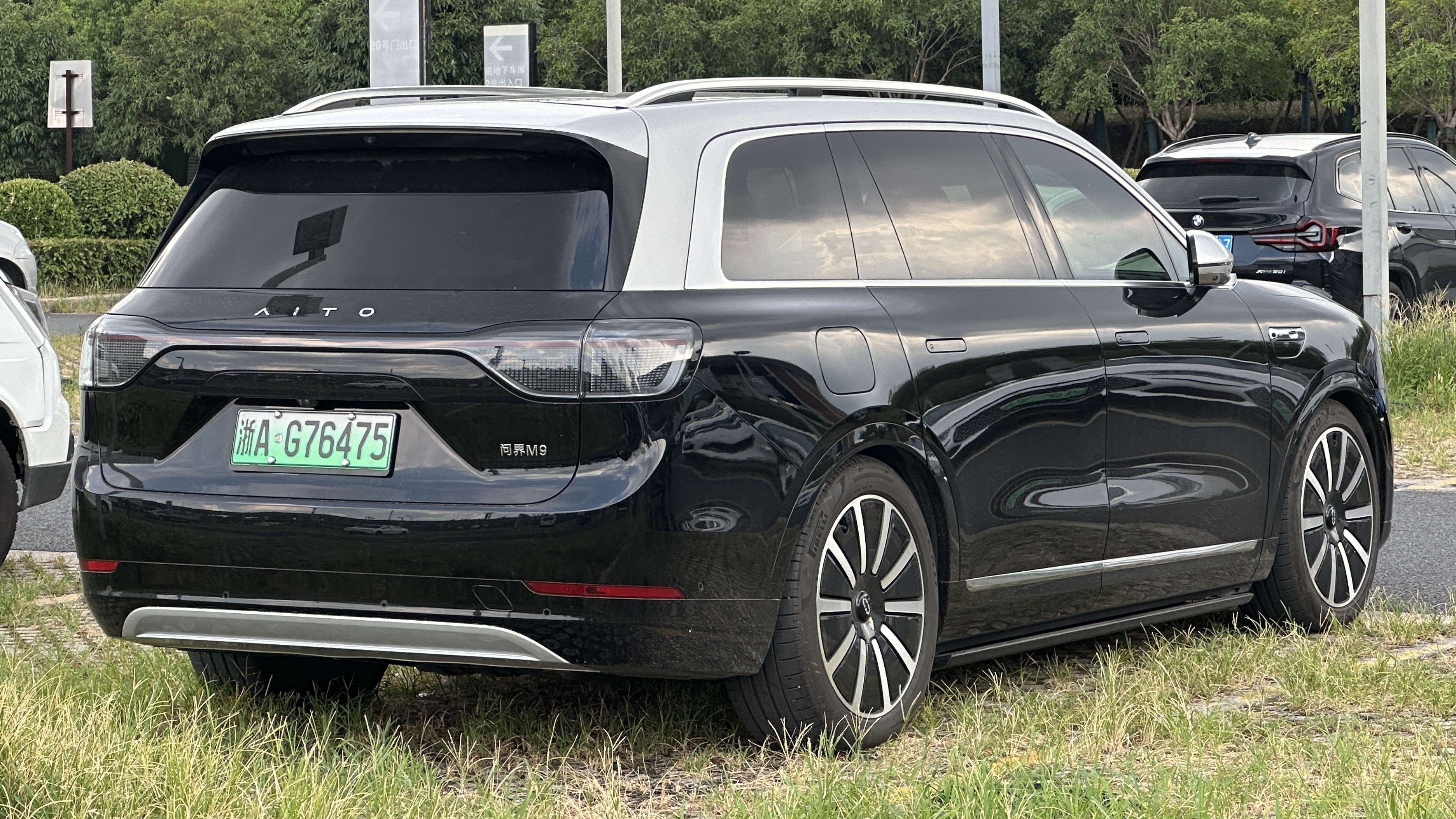
Вид сзади
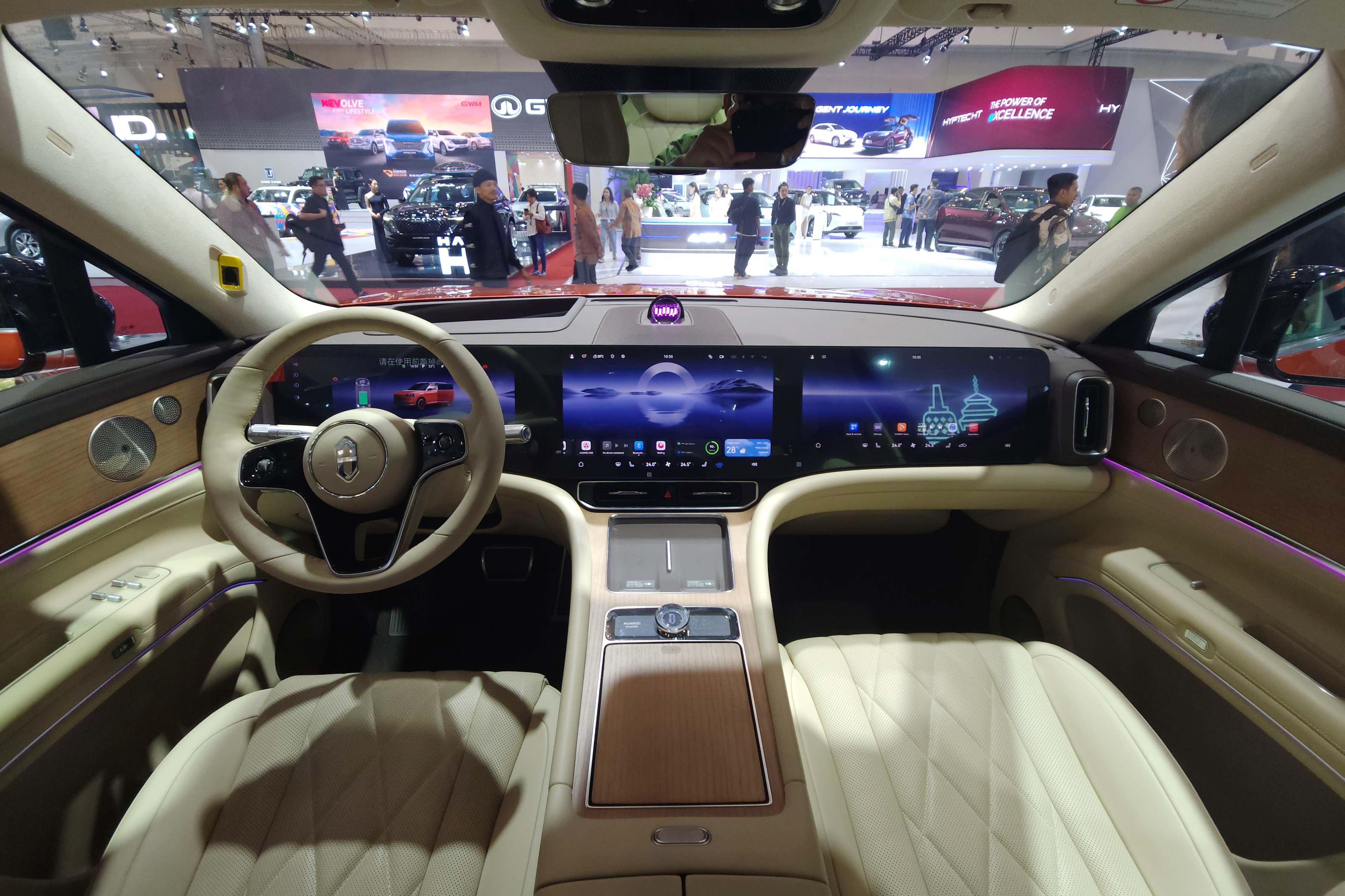
Интерьер
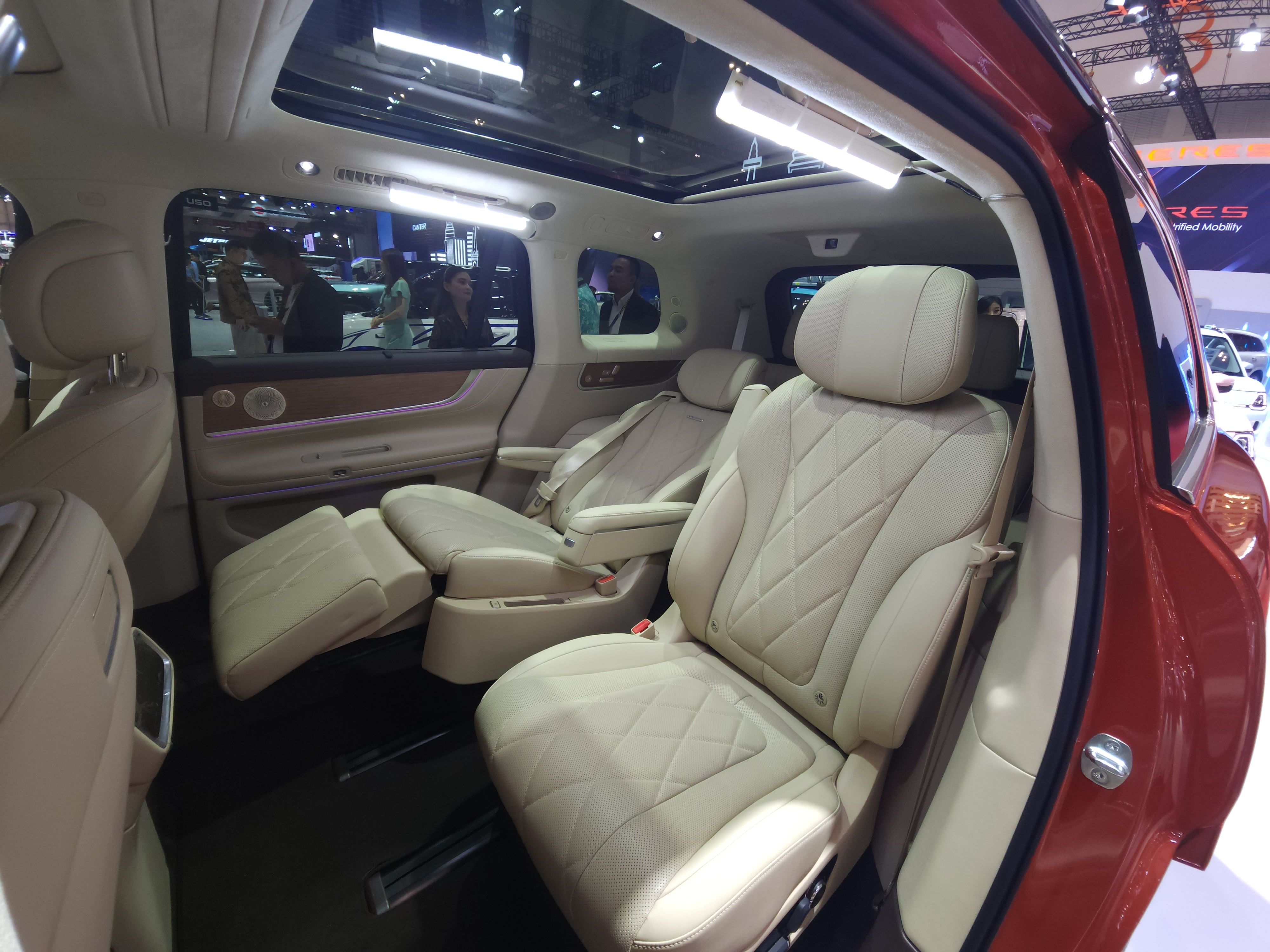
Заднее сиденье